# Eiszeitmuseum
Das Eiszeitmuseum in Lütjenburg in Schleswig-Holstein befasst sich mit den Auswirkungen der Eiszeit auf die Entstehung Norddeutschlands. Es befindet sich in unmittelbarer Nähe der Turmhügelburg am Rande der Kleinstadt. Das Museum wird vom rund 100 Mitglieder zählenden Verein Schleswig-Holsteinisches Eiszeitmuseum e. V. betrieben und ist ganzjährig – in den Wintermonaten mit Einschränkungen – geöffnet.
Das Museum erläutert die Vorgänge, die die Gestalt des Landes Schleswig-Holstein mit der hügeligen Ostküste, der sandigen Landesmitte und der flachen Küstenregion im Westen prägten. Neben Schaustücken verschiedener Fossilien, Mineralien und Gesteine erstellt das Museum eine Lehrsammlung zum Thema Eiszeit, die nicht nur die eiszeitliche Geologie, sondern auch Themen aus der Biologie und dem Leben der Menschen der Zeit dokumentiert. Die Sammlungen des Museums sollen alle interessierten Altersklassen ansprechen, ein Schwerpunkt wird jedoch auf die Erlebnispädagogik gelegt. Im Museum werden regelmäßige Sonderausstellungen zu verwandten Themengebieten präsentiert.

## Interieurbilder

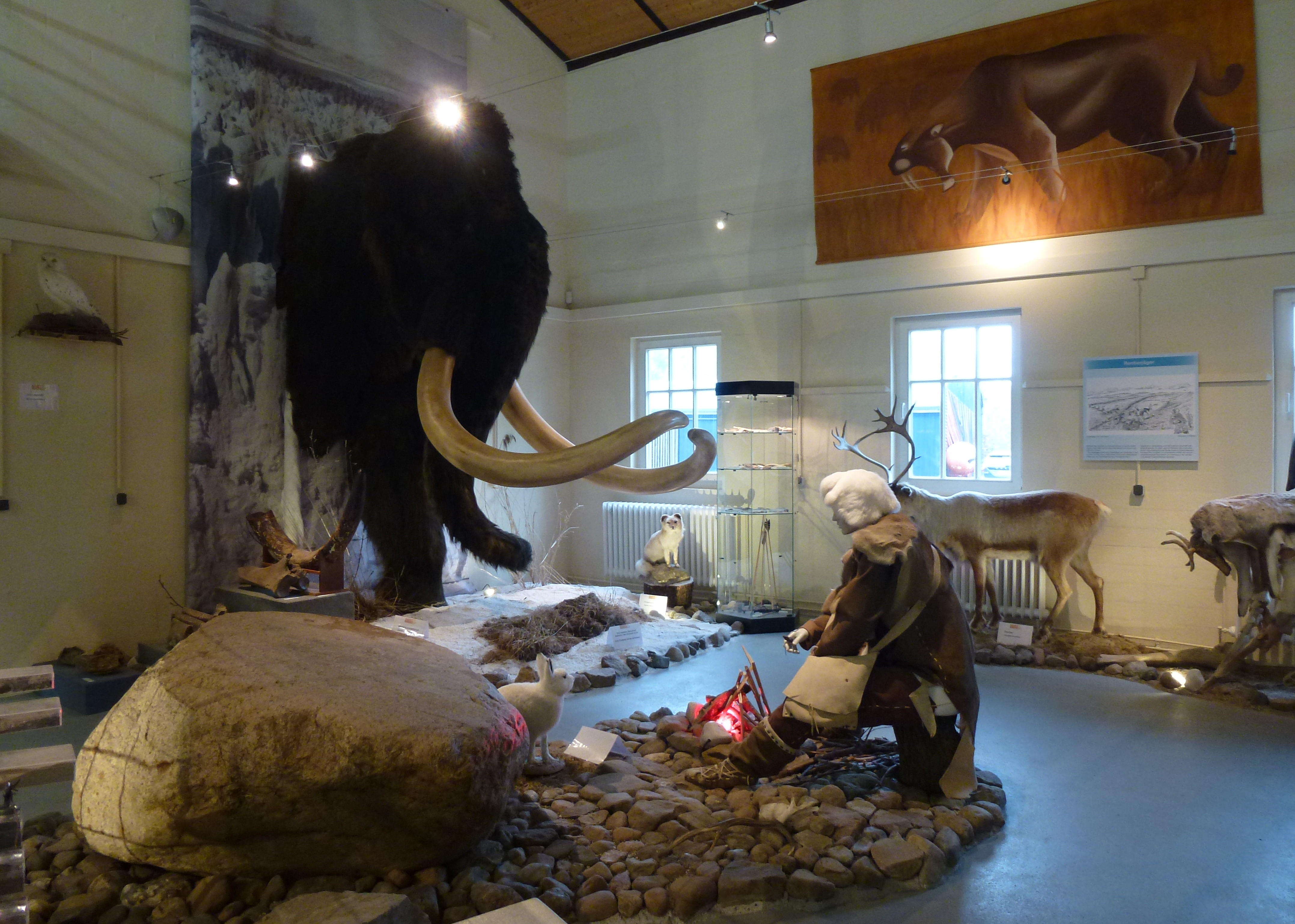
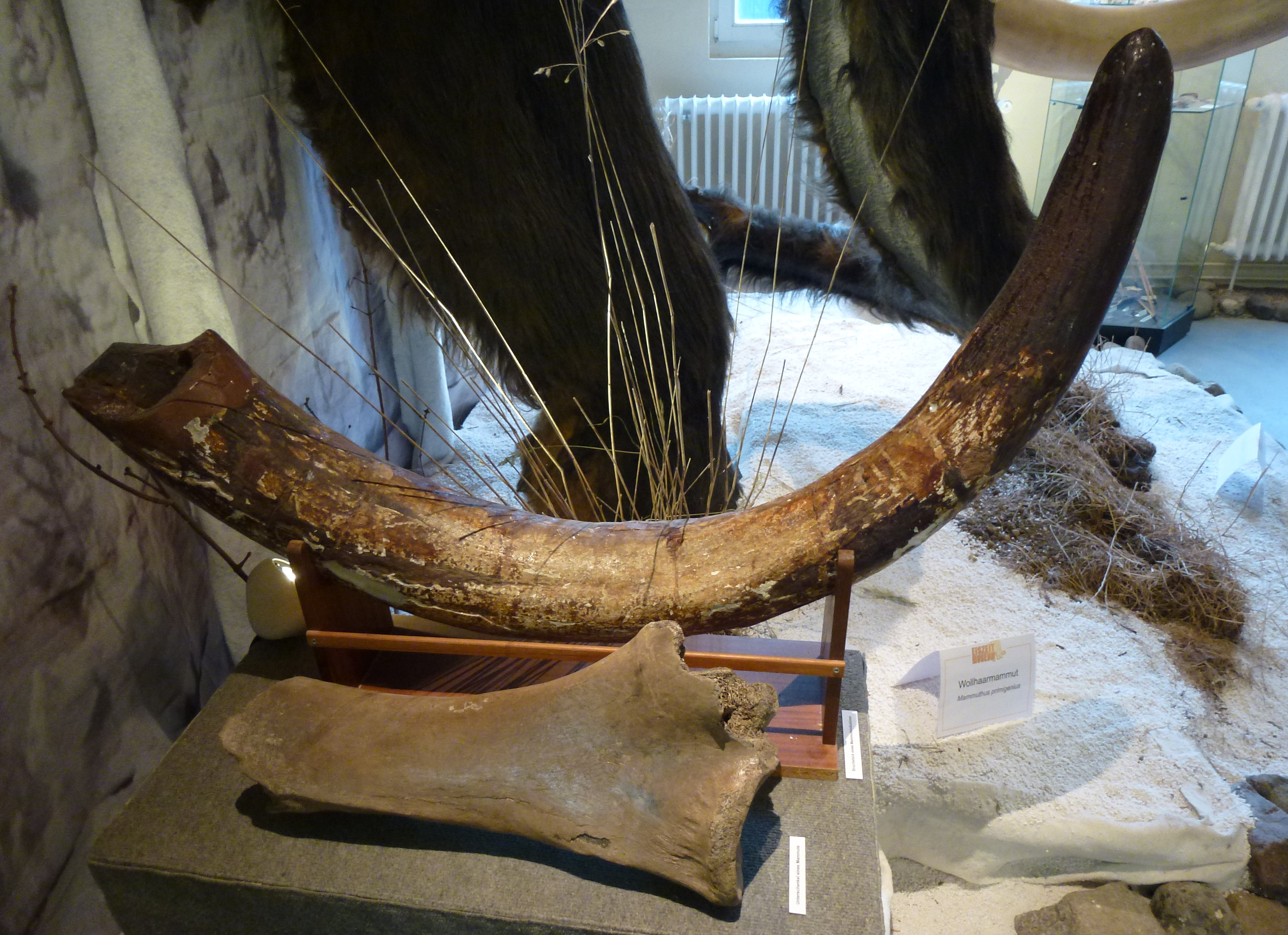
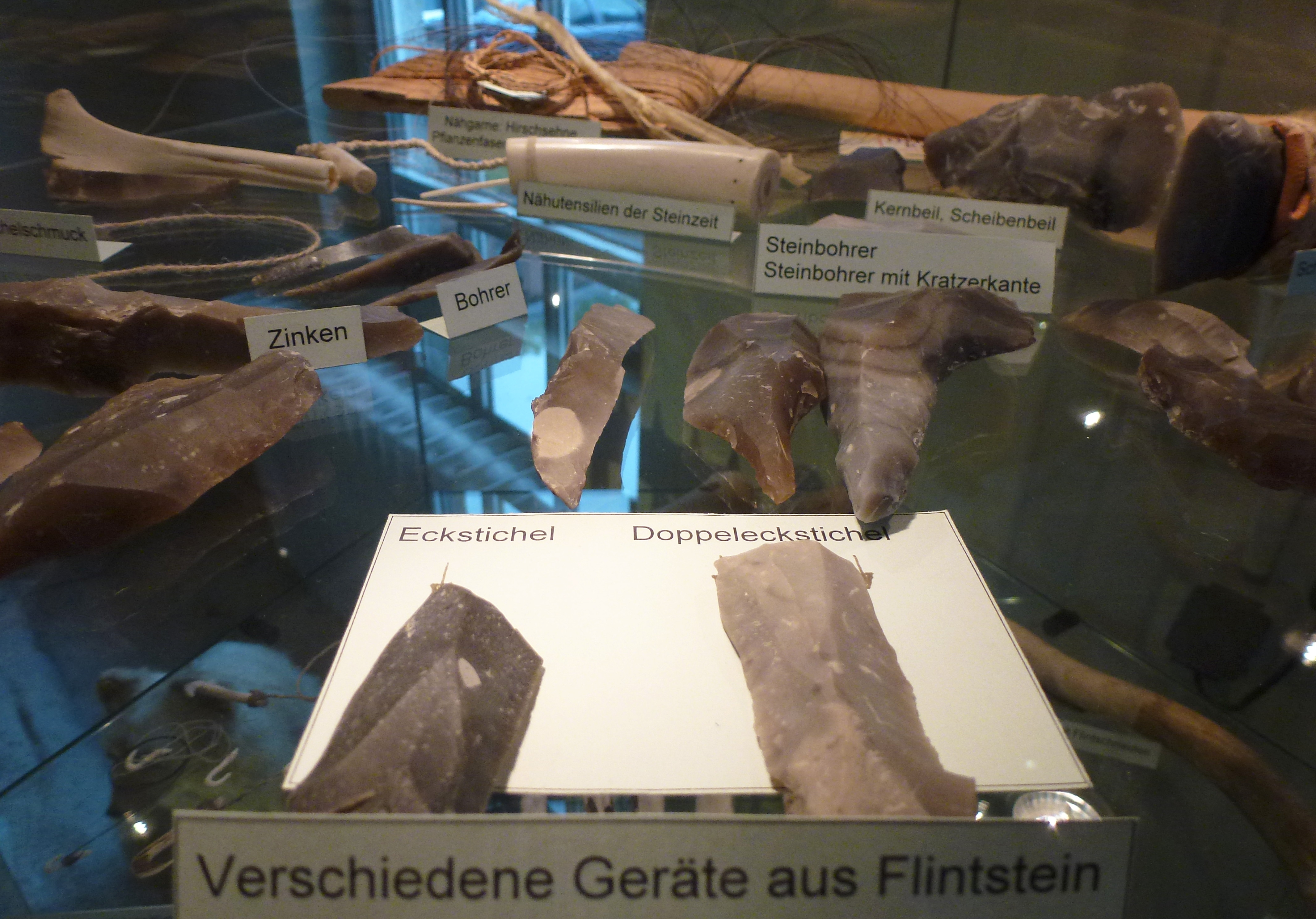
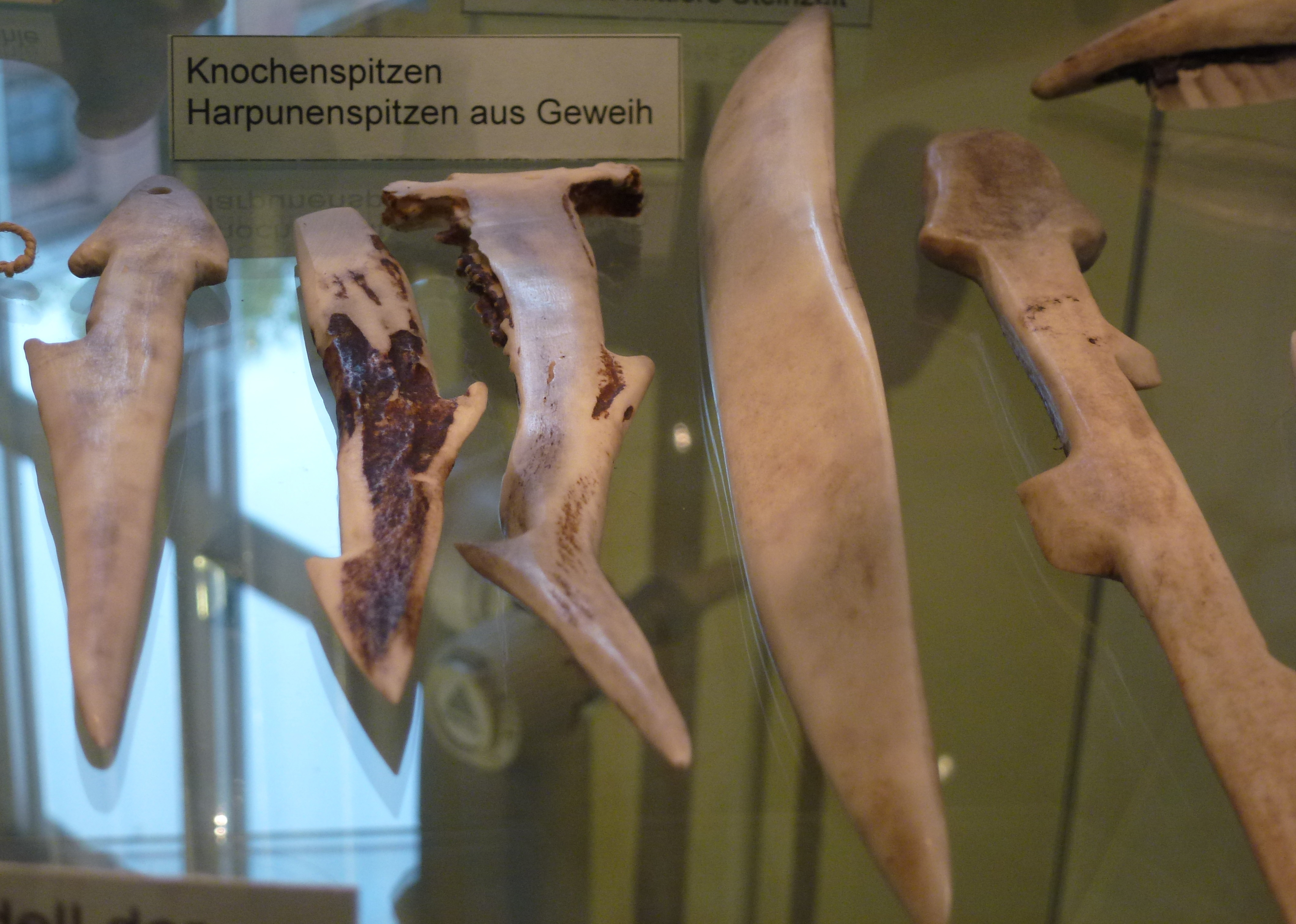
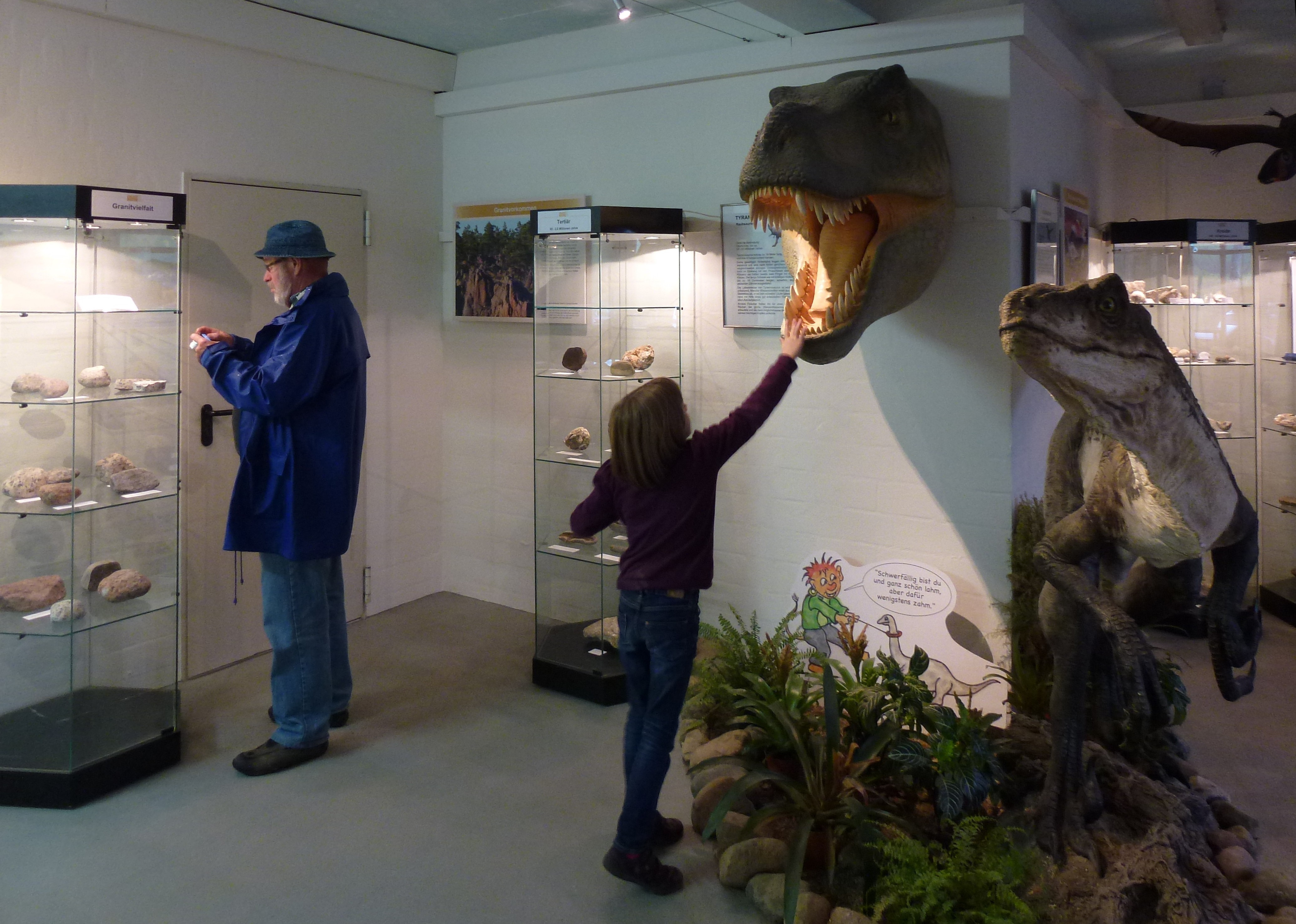